# George Westinghouse
George Westinghouse, Jr. (Schoharie, 6 de outubro de 1846 — Nova Iorque, 12 de março de 1914) foi um empresário e engenheiro estadunidense.
Entre muitas outras invenções, criou um freio a ar comprimido para locomotivas e foi um dos pioneiros da indústria da eletricidade. O seu nome é especialmente conhecido devido à marca de acessórios e equipamentos elétricos que ostenta o seu nome.

## Anos iniciais
Filho do proprietário de uma oficina, com quem aprendeu a fabricar e reparar máquinas agrícolas. Após servir no exército da união durante a Guerra Civil Americana (1861 - 1865), e mais tarde como engenheiro da marinha dos Estados Unidos, regressou à casa para trabalhar com o pai. Além de possuir talento para negócios, revelou-se um brilhante inventor. Com apenas 19 anos inventou um motor rotativo a vapor. Aos 21, inventou um mecanismo para colocar vagões descarrilados de volta nos carris, e três anos depois produziu uma intersecção em aço fundido que permitia cruzar carris ferroviários. Após observar um acidente ferroviário provocado pela impossibilidade dos maquinistas travarem a tempo as locomotivas, passou a trabalhar na sua mais famosa invenção: o freio a ar comprimido para locomotivas, o qual aperfeiçoou entre 1870 e 1872. Posteriormente foi formada a Westinghouse Air Brake Company e, no espaço de vinte anos, este tipo de travão passou a ser obrigatório em todos os comboios (trens) nos Estados Unidos, sendo que os modernos travões ainda continuam a ser baseados no sistema idealizado por Westinghouse.
Desenvolveu sistemas de sinalização ferroviários e fundou a Union Switch and Signal Company, dedicada ao fabrico de peças para comutação de linhas. George Westinghouse dedicou grande parte da sua vida profissional ao desenvolvimento de meios de segurança para veículos ferroviários.

## Indústria da eletricidade
Os interesses de Westinghouse em distribuição de gás e comutação telefônica o levaram a se interessar pelo então novo campo da distribuição de energia elétrica no início da década de 1880. A iluminação elétrica era um negócio crescente, com muitas empresas construindo sistemas externos de iluminação pública baseados em iluminação de arco de corrente contínua (CC) e corrente alternada (CA). Ao mesmo tempo, Thomas Edison estava lançando o primeiro utilitário elétrico DC projetado para iluminar residências e empresas com sua lâmpada incandescente patenteada. Em 1884, Westinghouse começou a desenvolver seu próprio sistema de iluminação doméstica em DC e contratou o físico William Stanley para trabalhar nele. Westinghouse tomou conhecimento dos novos sistemas europeus de corrente alternada em 1885, quando leu sobre eles na revista técnica britânica Engineering. Fundou em 1886 a Westinghouse Electric & Manufacturing Company, renomeada para Westinghouse Electric Company em 1889. Isto gerou uma enorme rivalidade com Thomas Edison, que defendia o uso de corrente contínua, em contraste com a corrente alternada de alta tensão, defendida por Westinghouse.
Durante esse período, a Westinghouse continuou investindo com o objetivo de construir um sistema CA completamente integrado, desenvolvendo componentes, obtendo os direitos do motor de indução CA do inventor Nikola Tesla, juntamente com patentes para um novo tipo de distribuição polifásica. Em 1893 a empresa de Westinghouse obteve uma significativa vitória, ao ganhar um contrato para a instalação da rede de fornecimento de energia elétrica para a Exposição Mundial em Chicago. O sistema de distribuição elétrica de Westinghouse ganhava cada vez mais aceitação, especialmente depois de ganhar o contrato para a construção de uma nova central elétrica de corrente alternada na fronteira entre os Estados Unidos e o Canadá, ligando as Cataratas do Niágara a Buffalo, por um preço mais baixo e numa distância impossível de ser alcançada através de corrente contínua.
Westinghouse manteve-se ativo e inventivo durante quase toda a sua vida. Após a introdução do automóvel, voltou aos seus inventos originais, produzindo amortecedores a ar comprimido, que melhoravam o desempenho dos veículos nas estradas de piso irregular daqueles tempos.
Manteve-se na liderança entre os maiores empresários americanos até 1907, quando problemas financeiros levaram à sua resignação do controle da empresa Westinghouse. Por volta de 1911, já retirado dos negócios, sua saúde começou a declinar. Faleceu em 12 de Março de 1914, em Nova Iorque, com 67 anos de idade. Veterano da Guerra Civil, foi sepultado no Cemitério Nacional de Arlington, junto a sua mulher Marguerite. Em 1918 a sua antiga casa foi demolida e o terreno cedido à cidade de Pittsburgh, que ali criou o Westinghouse Park.
Em 1930, um memorial a Westinghouse foi erguido pelos seus empregados no Schenley Park, em Pittsburgh. A Ponte George Westinghouse foi construída na vizinhança da sua fábrica em Turtle Creek.